# John Ball (Politiker, 1818)

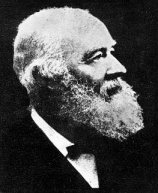
John Ball

John Ball (* 20. August 1818 in Dublin; † 21. Oktober 1889 in London) war ein irischer Politiker, Naturwissenschaftler und Hochgebirgswanderer. Sein offizielles botanisches Autorenkürzel lautet „Ball“.

## Ausbildung
John Ball war der älteste Sohn des irischen Richters Nicholas Ball und besuchte das Oscott College nahe Birmingham und das Christ’s College in Cambridge. Bereits in frühen Jahren zeigte er Interesse für die Naturwissenschaften, insbesondere die Botanik, und bereiste nach seinem Abschluss die Schweizer Alpen und das europäische Festland. Er schrieb Abhandlungen über botanische Themen und die Schweizer Gletscher, die er in wissenschaftlichen Zeitschriften veröffentlichte.

## Politik
1846 wurde er zum Assistenten des Armenrechtebeauftragten ernannt, trat bereits ein Jahr später wieder zurück, um 1848 (erfolglos) als Parlamentschaftskandidat für die irische Grafschaft Sligo zu kandidieren. 1849 wurde er zum zweiten Armenrechtbeauftragten ernannt, und bekleidete dieses Amt bis 1852 um – diesmal erfolgreich – als liberaler Kandidat für die irische Stadt Carlow in das Britische Unterhaus einzuziehen. Dort erreichte er durch seine Fähigkeiten die Aufmerksamkeit des Lord Palmerston (britischer Staatsmann und Premierminister) und wurde 1885 Unterstaatssekretär für die Kolonien. Dieses Amt hatte er zwei Jahre inne.
Im Kolonialbüro nahm er großen Einfluss auf die Ausweitung der naturwissenschaftlichen Forschung, die er insbesondere durch die Ausrüstung der British North American Exploring Expedition (Palliser-Expedition) in Kanada. Für seine Bemühungen, wurde die Ball Range nach ihm benannt und von William Jackson Hooker, der die Flora der Kolonien systematisch zu katalogisieren versuchte, unterstützt.

## Alpinist

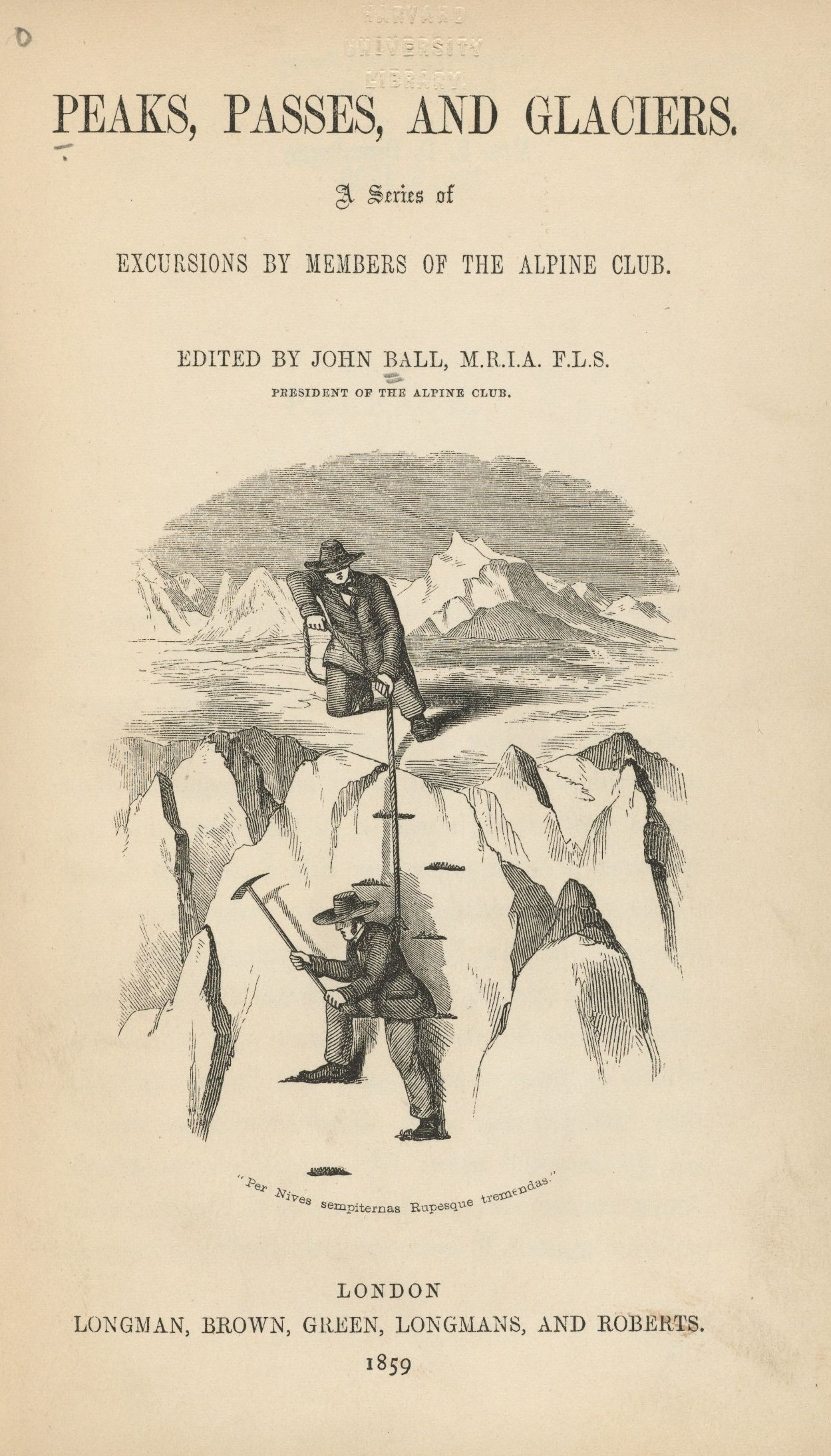
Peaks, Passes, and Glaciers (Gipfel, Pässe und Gletscher), 1859, herausgegeben von John Ball

Nachdem er 1858 für die irische Stadt Limerick kandidiert und verloren hatte, widmete er sich stärker der Naturgeschichte. Er war der erste Präsident des Alpine Club von 1857 bis 1860 – eine Vereinigung zur Förderung des Alpine Sports mit Sitz in London. Und es liegt hauptsächlich an seiner Tätigkeit als Alpinist, dass in diesem Zusammenhang an ihn erinnert wird. Bekannt wurde er insbesondere durch die Erstbesteigung des Monte Pelmo in den Dolomiten im Jahre 1857. Sein weithin bekannter alpiner Führer war das Resultat unzähliger Aufstiege, Reisen und vorsichtigen Beobachtungen, die er in einer klaren und häufig unterhaltenden Art erzählte. Dieses Sachbuch für den Alpine-Sport erschien 1859 unter dem Titel „Peaks, Passes and Glaciers“. 1871 führte ihn eine Reise nach Marokko und 1882 nach Südamerika. Die dabei gesammelten Eindrücke und Erkundungen beschrieb er in Büchern, die wissenschaftlich anerkannt wurden.